# Ier gouvernement régional de Madère
Région autonome de Madère
 IIe
Le Ier gouvernement régional de Madère (en portugais : I Governo Regional da Madeira) est le gouvernement de la région autonome de Madère en fonction du 1er octobre 1976 au 16 mars 1978 durant la première législature de l'Assemblée législative.

## Composition
| Portefeuille                                                                    | Titulaire | Titulaire                              | Parti   |
| ------------------------------------------------------------------------------- | --------- | -------------------------------------- | ------- |
| Président du gouvernement régional (pt)                                         |           | Jaime Ornelas Camacho                  | PPD/PSD |
| Secrétaire régional à la Planification, aux Finances et au Commerce             |           | José António Camacho (pt)              | PPD/PSD |
| Secrétaire régional à l'Équipement social, aux Transports et aux Communications |           | Gonçalo Nuno Araújo                    | PPD/PSD |
| Secrétaire régional aux Affaires sociales et à la Santé                         |           | Jorge Nélio Praxedes Ferraz Mendonça   | PPD/PSD |
| Secrétaire régional à l'Agriculture, à l'Industrie et à la Pêche                |           | Manuel Gonçalves de Sousa Alegria      | PPD/PSD |
| Secrétaire régional au Travail                                                  |           | Manuel Jorge Bazenga Marques           | PPD/PSD |
| Secrétaire régionale à l'Éducation et à la Culture                              |           | Maria Margarida Tavares Neves da Costa | PPD/PSD |